# SABIN
Het Systeem voor Automatisatie Binnenverkeer en INternationaal (SABIN) is het ticketverkoopsysteem van de NMBS voor binnenlandse treinreizen. Het werd in de periode 1991-1992 ontwikkeld door Digital Equipment België voor de Belgische spoorwegen. Het loketsysteem bestaat naast het online systeem (internet en app) en de ticketautomaten. Het is niet duidelijk of en hoe de drie systemen in de toekomst kunnen geïntegreerd worden.
SABIN werd opgeleverd op 8 december 1992 wanneer het eerste treinticket werd verkocht in het Brusselse Leopoldstation. Het verving een kleiner Prodata ticketverkoopsysteem, dat op zijn beurt in de jaren tachtig het loden plaatjessysteem verving. Het draaide oorspronkelijk op VAX/VMS, met een centrale VAXcluster en remote MicroVAX client-systemen. Later werd het gemigreerd naar OpenVMS op Itanium.
Het centrale systeem coördineert de tarieven en de topologie van het treinnetwerk, met alle afstanden tussen alle stations. Deze referentiedata wordt ter beschikking gesteld van de verschillende verkooppunten. Ieder treinstation heeft een lokaal cliënt-systeem, dat de meeste verrichtingen zelfstandig kan verwerken. In 2009 werd het systeem uitgebreid met Lisa. Waar er geen station is staan enkel ticketautomaten, of kan de reiziger een elektronisch ticket kopen met de app of via de website.
Het systeem is behoorlijk complex door de veelheid aan tariefformules en de talloze kortingen die reizigers kunnen verkrijgen, de groepsreizen, of combinatietickets met musea, dierentuinen, of andere evenementen. Voor de klant was er een verbetering van de dienstverlening: treinkaarten worden onmiddellijk afgeleverd in plaats van na een wachttijd van vier dagen. Vergissingen door het personeel worden vermeden door de automatische controle op de geldigheid van het traject en de reistijd. De tickets hebben een uniform format (ATB, automatic ticketing and boarding). De transacties worden gerapporteerd aan de boekhouding en dienen tevens voor statistische analyse en audit.
Het systeem werd ontwikkeld door een dertigtal ingenieurs, analisten en programmeurs. Het platform draait op TDMS en DECnet. De databank is VAX/Rdb. Als ontwikkelingstools worden VAXset, Pascal en COBOL gebruikt. VAX/Document, gebaseerd op TeX, wordt gebruikt voor de documentatie. De initiële investering bedroeg 686 miljoen BEF, infrastructuur, software-ontwikkeling en implementatie inbegrepen. Het werd in 258 stations geïnstalleerd.